# Bréphotropheion
Un bréphotropheion (en grec byzantin βρεφοτροφείον / brephotropheion) est dans l'Empire byzantin un orphelinat spécialisé dans l'accueil des nourrissons (brephos). Ces institutions charitables qui ressortissent à la catégorie générale des euageis oikoi sont mentionnées dans la législation justinienne au VIe siècle, comme étant placées dans les villes de province sous l'autorité des évêques et à Constantinople sous celle du patriarche.
Les bréphotropheia disparaissent des sources officielles après le VIIe siècle. Une anecdote de la vie de sainte Anthousa, la fille de Constantin V, qui vécut au VIIIe siècle, rapporte qu'elle se consacra à la philanthropia et notamment à l'accueil des orphelins. Le texte paraît impliquer la disparition à cette époque des institutions spécialisées.
Au XIIe siècle, c'est l'Orphanotropheion qui d'après le témoignage d'Anne Comnène reprend la fonction de bréphotropheion à Constantinople. De façon plus générale, les orphelinats byzantins avaient pour certains une section spécialisée pour les nourrissons : Jean Apokaukos évêque de Naupacte au XIIIe siècle supervise un orphelinat de ce genre.